# Actia pallens
Actia pallens är en tvåvingeart som beskrevs av Charles Howard Curran 1927. Actia pallens ingår i släktet Actia och familjen parasitflugor. Inga underarter finns listade i Catalogue of Life.